# Metaphryniscus sosai
Metaphryniscus sosai – gatunek płaza bezogonowego z rodziny ropuchowatych (Bufonidae), jedyny przedstawiciel rodzaju Metaphryniscus. Żyje w północnej części Ameryki Południowej.

## Występowanie
Zwierzę to można spotkać jedynie w południowej Wenezueli, w jego typowej lokalizacji na górze stołowej Cerro Marahuaca (w stanie Amazonas).
Płaz ten bytuje na wysokościach 2480–2600 m n.p.m. pod skalnymi wychodniami na łąkach płaskowyżu na szczycie góry stołowej (tepui).

## Rozmnażanie
Płaza tego cechuje rozwój bezpośredni. Być może zapłodnienie przebiega w organizmie samicy.

## Status
Liczebność populacji ani jej trend nie są znane. Wśród potencjalnych zagrożeń dla gatunku wymienia się zmiany klimatu czy patogeny wirusowe, bakteryjne i grzybicze o zasięgu globalnym.